# Rościsław I Michał
Rościsław I Michał (?-14 marca 1167) – książę smoleński w latach 1125–1159, wielki książę kijowski w latach 1154–1155 i 1159–1167.
Był synem Mścisława I Haralda, i ojcem Ruryka II Wasyla. Za jego rządów stoczono zwycięskie wojny z Bułgarami i Szwedami. Wyparto również daleko w stepy Połowców, zagrażających bezpieczeństwu żeglugi kupieckiej na Dnieprze.